# Рей Барбуті
Реймонд Джеймс Барбуті (англ. Raymond James Barbuti; нар. 12 червня 1905 — пом. 8 липня 1988) — американський легкоатлет, який спеціалізувався в бігу на короткі дистанції.

## Із життєпису
Дворазовий олімпійський чемпіон-1928 з бігу на 400 метрів та в естафеті 4×400 метрів.
Ексрекордсмен світу в естафетах 4×400 метрів та 4×440 ярдів.
Учасник Другої світової війни у складі повітряних сил США. Вийшов у відставку в званні майора.
Працював на керівних посадах у органах цивільної оборони штату Нью-Йорк.

## Основні міжнародні виступи
| Рік  | Змагання         | Місто     | Місце | Дисципліна |
| ---- | ---------------- | --------- | ----- | ---------- |
| 1928 | Олімпійські ігри | Амстердам | 1     | 400 м      |
| 1928 | 1                | 4×400 м   |       |            |